# Scopula lutosata
Scopula lutosata là một loài bướm đêm trong họ Geometridae.